# 2012 en Bretagne
 Chronologie de la Bretagne
- 2008
- 2009
- 2010
- 2011
- 2012
- 2013
- 2014
- 2015
- 2016

Cette page recense des événements qui se sont produits durant l'année 2012 en Bretagne.

## Société

### Faits sociétaux
- 27 mai : cérémonie de béatification de Marie-Louise-Élisabeth de Lamoignon, en religion mère Saint-Louis, sur le port de Vannes[1].
- 23 juin : mise en service de la ligne A du tramway de Brest

### Décès
- 12 janvier : Bernard Thomas, journaliste, critique de théâtre, chroniqueur et écrivain.
- 27 février : Armand Penverne, footballeur sélectionné à 39 reprises en équipe de France.
- 16 mars à Plougastel-Daoulas (Finistère) : Georges Aber, nom de scène de Georges Poubennec, né  le 17 juillet 1930 à Brest (Finistère) , auteur-compositeur français.
- 23 mars : Jean-Yves Besselat, homme politique.
- 9 avril : François Brigneau,  journaliste, écrivain, éditeur et militant d'extrême droite.
- 17 mai : France Clidat, pianiste.
- 19 mai : François Morvan, l'un des frères Morvan, chanteur en kan ha diskan[2].
- 3 juin : Jean Maurel, skipper.
- 8 juin : Marie-Thérèse Bardet, doyenne des Français et des Européens.
- 21 juin : Roger Marage, peintre et graveur lorrain, décédé à Sainte-Anne-d'Auray.
- 13 août : Hervé-Marie Le Cléac'h, évêque catholique.
- 17 août : Jean-Paul Moisan, professeur de génétique médicale et entrepreneur.
- 21 août : Louis Le Bouëdec, doyen des Français.
- 7 septembre : Jean-Philippe Quignon, journaliste.
- 9 septembre : Désiré Letort, coureur cycliste.
- 17 septembre : Édouard Leclerc, entrepreneur, fondateur de l'enseigne de grande distribution E.Leclerc.
- 12 octobre : Jean-Charles Cavaillé, homme politique, député et président du Conseil général du Morbihan entre 1998 et 2004.
- 26 octobre : Georges Van Straelen, joueur et entraîneur de football.
- 28 octobre : Yves Landrein, poète et éditeur.
- 6 décembre : Alain Gouriou, homme politique, maire de Lannion, député des Côtes d'Armor.
- 10 décembre : Jacques Jullien, archevêque de Rennes de 1985 à 1998.
- 13 décembre : Georges Bellec, chanteur, membre des Frères Jacques.

## Politique

### Vie politique
- 10 juillet : Pierrick Massiot est élu président du conseil régional de Bretagne, son prédécesseur Jean-Yves Le Drian étant nommé ministre de la Défense.

### Élections législativesdes10et17 juin
Les nouveaux députés élus en Bretagne sont :
- Côtes-d'Armor : Michel Lesage • Viviane Le Dissez • Marc Le Fur • Annie Le Houérou • Corinne Erhel
- Finistère : Jean-Jacques Urvoas • Patricia Adam • Jean-Luc Bleunven • Gwenegan Bui • Chantal Guittet • Richard Ferrand • Annick Le Loch • Gilbert Le Bris
- Ille-et-Vilaine : Marie-Anne Chapdelaine • Nathalie Appéré • François André • Jean-René Marsac • Isabelle Le Callennec • Thierry Benoit • Gilles Lurton • Marcel Rogemont
- Loire-Atlantique : François de Rugy • Marie-Françoise Clergeau • Jean-Marc Ayrault • Dominique Raimbourg • Michel Ménard • Yves Daniel • Christophe Priou • Marie-Odile Bouillé • Monique Rabin • Sophie Errante
- Morbihan : Hervé Pellois • Philippe Le Ray • Jean-Pierre Le Roch • Paul Molac • Gwendal Rouillard • Philippe Noguès

## Culture

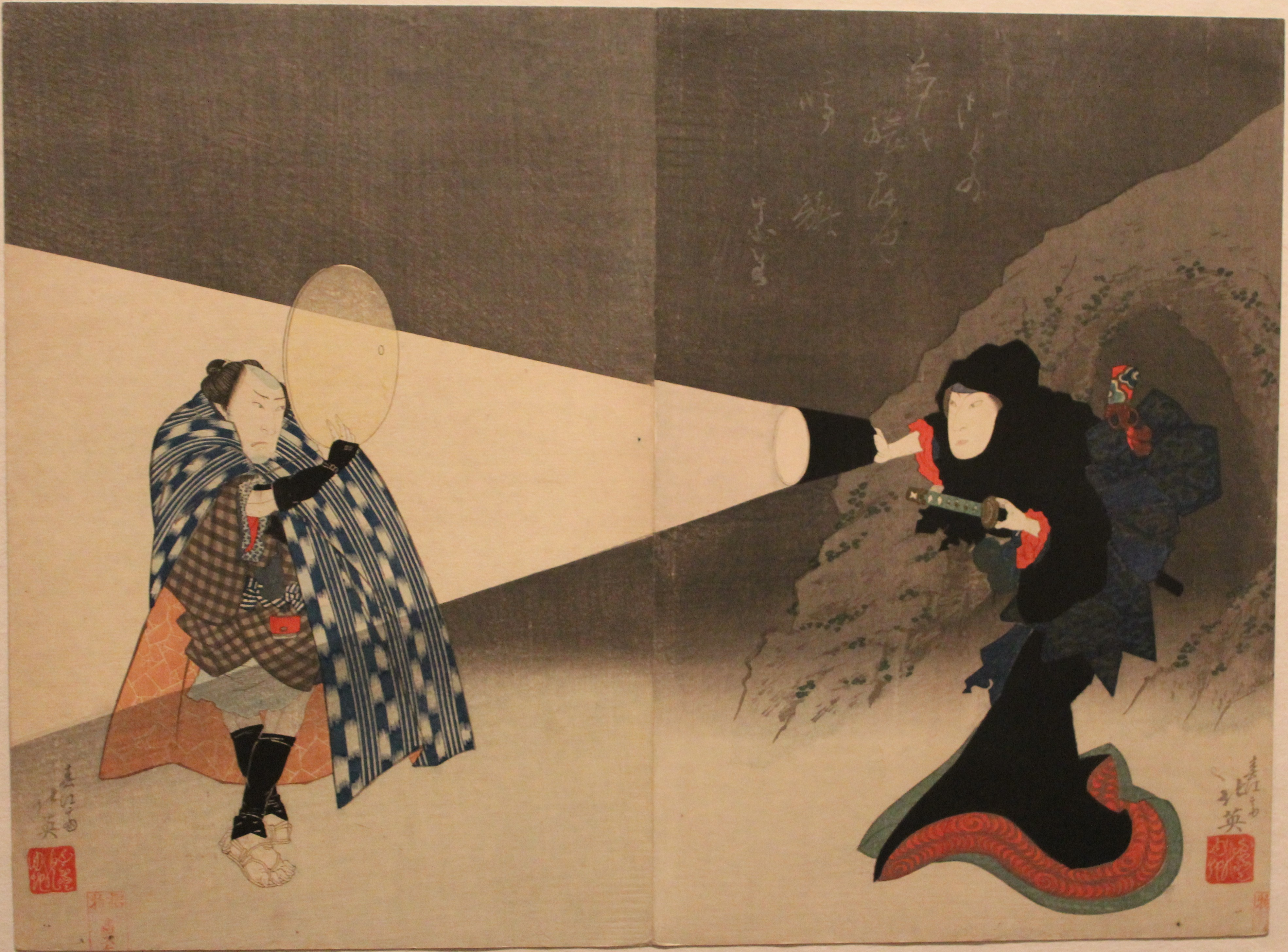
Ukiyo-e présentée au musée des beaux-arts de Rennes dans le cadre des expositions « Bretagne-Japon 2012 ».

- Janvier à décembre : expositions « Bretagne-Japon 2012 » dans 12 musées de la région Bretagne[3],[4].
- 5 décembre : le fest-noz est inscrit comme patrimoine culturel immatériel de l'humanité par l'UNESCO[5]

### Sorties d'albums
Le grand prix du disque du Télégramme réalise une sélection de 24 albums, présentés sur le blog du concours.
- 9 janvier : La distance de Da Silva
- 13 février : Wishes de Colline Hill
- 16 février : Excalibur III - The Origins d'Alan Simon
- 27 février : Rover de Rover
- 12 mars : Degemer mat, Bienvenue du Bagad de Lann-Bihoué
- 26 mars : Sauf erreur de ma part de Tristan Nihouarn
- 28 avril: Falling in Love de Red Cardell
- 5 mai : Au cul du camion de Trévidy
- 5 juin : Seizh !! des Sonerien Du
- 11 juin : La belle aventure des Marins d'Iroise
- 13 juin : Gouanv bepred de Yann-Fañch Kemener
- 18 juin : Suites de Jacky Molard Quartet
- 20 juin : Célébration de Dan Ar Braz
- 3 septembre : Tetr4 de C2C
- 15 octobre : Cordes et lames de Didier Squiban et Alain Trévarin
- 18 octobre : Teir de Louise Ebrel, Nolùen Le Buhé et Marthe Vassallo
- 20 octobre : Zebra & Bagad Karaez de DJ Zebra et Bagad Karaez
- 5 novembre : Rien à fout' de la crise des Glochos
- 15 novembre : Liberté attitude de Patrick Ewen
- 25 novembre : Celtic Wings de Pat O'May
- 26 novembre : Ô filles de l'eau de Nolwenn Leroy
- 5 décembre : Kingdom Tavern de Soldat Louis

## Sports

### Char à voile
- Du 8 au 15 juillet : Cherrueix accueille l'édition 2012 des championnats du monde de char à voile

### Cyclisme
- 30 mars : Roberto Ferrari remporte la 16e édition de la Route Adélie de Vitré
- 14 avril : Julien Simon remporte la 29e édition du Tour du Finistère
- 15 avril : Ryan Roth remporte la 29e édition du Tro Bro Leon
- 22 avril : Éric Berthou remporte la 12e édition de la Val d'Ille Classic
- Du 25 avril au 1er mai : organisation de la 46e édition du Tour de Bretagne, remportée par Reinardt Janse van Rensburg
- 26 mai : Julien Simon remporte la 36e édition du Grand Prix de Plumelec-Morbihan
- 27 mai : Sébastien Hinault remporte la 57e édition des Boucles de l'Aulne
- Du 27 au 30 juillet : organisation de la 13e édition du Kreiz Breizh Elites, remportée par André Steensen
- Du 16 au 19 août : La Chapelle-Caro accueille les championnats de France de l'Avenir
- 26 août : Edvald Boasson Hagen remporte la 76e édition du Grand Prix de Plouay

### Équitation
- 17 mai : Denis Le Guillou devient champion de France d'endurance en amateur, sur 130 km[7]
- 26 et 27 mai : Championnat de Bretagne d'endurance à Iffendic[8]
- 25 juillet : Centenaire du concours hippique (CSO) de Dinard[9]

### Football
- Trois clubs bretons participent à l'édition 2012-2013 du Championnat de France de football : le FC Lorient, le Stade brestois, et le Stade rennais. Le club rennais obtient le meilleur classement, terminant à la sixième place.
- L'EA de Guingamp termine sixième de l'édition 2011-2012 du championnat de France de football féminin.
- 11 avril : Le Stade rennais FC est éliminé en demi-finale de l'édition 2011-2012 de la coupe de France de football par l'US Quevilly

### Football gaélique
- 4 mars : L'EG Haute-Bretagne Liffré remporte l'édition 2011-2012 de la coupe de Bretagne contre le GF Bro-Leon
- 2 juin : L'EG Haute-Bretagne Liffré remporte l'édition 2011-2012 du championnat de Bretagne
- 9 juin : L'EG Haute-Bretagne Liffré termine cinquième de l'édition 2012 du championnat de France juste devant le NEC FC Nantes

### Handball
- Le Cesson Rennes MHB et le HBC Nantes participent à l'édition 2011-2012 du Championnat de France de handball masculin. Les Rennais terminent la compétition à la dixième place du classement, tandis que les Nantais se classent quatrièmes et se qualifient pour la Coupe EHF.
- 13 mai : L'Arvor 29-Pays de Brest remporte l'édition 2011-2012 du championnat de France de handball féminin
- 21 juin : L'Arvor 29, récent champion de France de handball féminin, est rétrogradé en division inférieure pour la saison suivante par le CNOSF pour raisons financières[10]
- 23 juin : L'Arvor 29 dépose le bilan[11] et repart pour la saison suivante en troisième division

### Nautisme
- 6 janvier : arrivée à Brest dans le cadre du Trophée Jules-Verne de l'équipage de Banque Populaire V skippé par Loïck Peyron, établissant un nouveau record du tour du monde à la voile avec équipage en 45 jours, 13 heures, et 42 minutes[12].

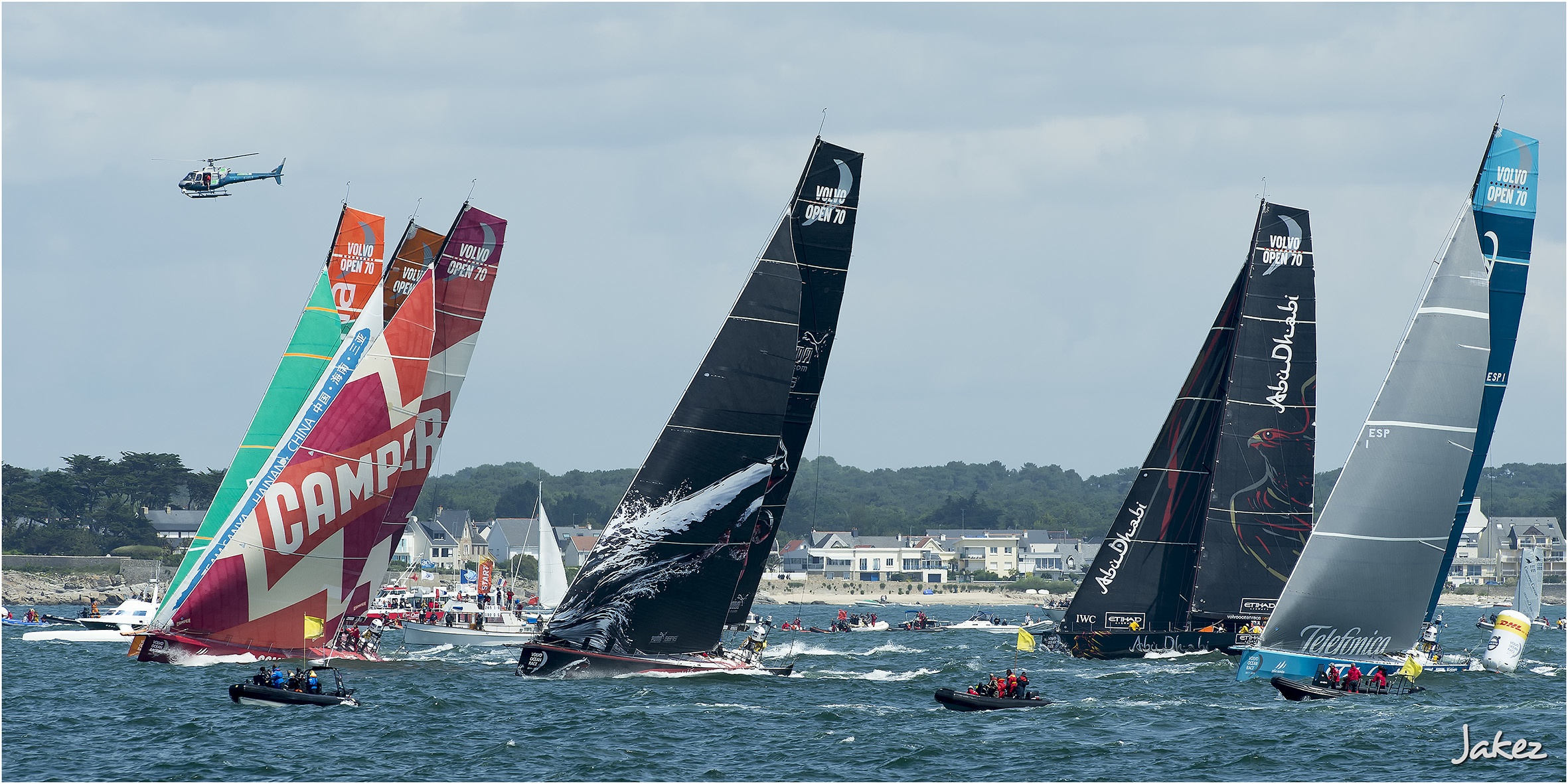
Course in-port de la Volvo Ocean Race au large de Lorient.

- 15 juin : arrivée à Lorient de la 8e étape de la Volvo Ocean Race, victoire de Franck Cammas sur Groupama 4[13].
- 30 juin : organisation au large de Lorient de la Course in-port de la Volvo Ocean Race, victoire de Franck Cammas sur Groupama 4[14].
- 1er juillet : départ de Lorient de la 9e étape de la Volvo Ocean Race[15].

### Rink-hockey
- Quatre clubs bretons participent à l'édition 2011-2012 du championnat de France de rink hockey masculin : l'AL Plonéour-Lanvern, le SPRS Ploufragan, le HC Quévert et le RAC Saint-Brieuc. Le club quévertois remporte le championnat et se qualifie pour l'édition 2012-2013 de la ligue européenne, tandis que Plonéou-Lanvern, avant-dernier du championnat, est relégué en Nationale 2.

### Tennis de table
- La GV Hennbont TT termine deuxième de l'édition 2011-2012 du championnat de France de pro A masculin.

### Volley-ball
- Deux clubs participent à la saison 2011-2012 du championnat de France masculin. Nantes Rezé termine cinquième ; tandis que le Rennes Volley 35 termine sixième.
- 11 mars : Le Rennes Volley 35 remporte la coupe de France contre le Beauvais OUC

## Infrastructures

### Constructions
- Mai : installation du centre hospitalier du Centre-Bretagne à Kerio en Noyal-Pontivy[16].
- Juin : début des travaux de la portion Locmaria-Grand-Champ — Colpo du projet routier de l'axe Triskell[17].
- 23 juin : inauguration du tramway de Brest[18].

### Destructions
- 20 mai : départ du navire musée Thalassa de Lorient pour être déconstruit[19].

### Protections
Liste des bâtiments classés ou inscrits au titre des monuments historiques en 2012.
- Côtes-d'Armor[20],[21] :
  - Château de la Grand'Ville à Bringolo, inscription par arrêté du 13 novembre 2012.
  - Château de Bienassis à Erquy, classement par arrêté du 13 septembre 2012.
  - Château des Portes à Noyal, Pléneuf-Val-André, et Saint-Alban, inscription par arrêté du 20 septembre 2012.
  - Château de Hac à Le Quiou, inscription par arrêté du 15 février 2012.
  - Église Saint-Pierre de Taden à Taden, inscription par arrêté du 15 mars 2012.
- Finistère[20],[21] :
  - Chapelle Sainte-Hélène à Douarnenez, inscription par arrêté du 10 avril 2012.
  - Église Saint-Pierre à Plougourvest, inscription par arrêté du 15 mars 2012.
- Ille-et-Vilaine[20],[21] :
  - Château des Onglées à Acigné, inscription par arrêté du 23 janvier 2012.
  - Maison de la Grisardière à Dol-de-Bretagne, inscription par arrêté du 20 septembre 2012.
  - Château du Bordage à Ercé-près-Liffré, inscription par arrêté du 11 septembre 2012.
  - Jeu de paume à Rennes, inscription par arrêté du 23 juillet 2012.
  - Phare du Grand-Jardin à Saint-Malo, classement par arrêté du 3 octobre 2012.
  - Manoir de Trimer à Trimer, inscription par arrêté du 20 septembre 2012.
- Loire-Atlantique[20],[21] :
  - phare du Four à Le Croisic, classement par arrêté du 3 octobre 2012.
  - Manoir de la Hélardière à Donges, inscription par arrêté du 29 mars 2012.
  - Fontaine Saint-Denis à Mauves-sur-Loire, inscription par arrêté du 18 juin 2012.
  - Hôtel d'Aux à Nantes, inscription par arrêté du 7 février 2012.
- Morbihan[20],[21] :
  - Château de Trécesson à Campénéac, inscription par arrêté du 11 septembre 2012.